# Labena ogra
Labena ogra là một loài tò vò trong họ Ichneumonidae.